# Au nom de la liberté
Pour plus de détails, voir Fiche technique et Distribution.
Au nom de la liberté ou De feu et de sang au Québec (Catch a Fire) est un film franco-américano-britannico-sud-africain réalisé par Phillip Noyce et sorti en 2006. Il s'agit d'un film biographique sur Patrick Chamusso à l'époque de l'apartheid.

## Fiche technique
- Titre français : Au nom de la liberté
- Titre québécois : De feu et de sang
- Titre original : Catch a Fire
- Réalisation : Phillip Noyce
- Scénario : Shawn Slovo
- Musique originale : Philip Miller
- Photographie : Ron Fortunato (en) et Garry Phillips
- Montage : Jill Bilcock
- Décors : Johnny Breedt
- Costumes : Reza Levy
- Production : Tim Bevan, Eric Fellner, Anthony Minghella et Robyn Slovo
  - Producteur exécutif : Jeff Abberley, Julia Blackman, Liza Chasin (en), Debra Hayward, Genevieve Hofmeyr et Sydney Pollack
  - Producteur associé : Miranda Culley
- Sociétés de production : Studiocanal, Working Title Films et Mirage Enterprises
- Sociétés de distribution : Studiocanal (France), Focus Features (États-Unis)
- Durée : 101 minutes
- Pays de production :  France,  Royaume-Uni,  Afrique du Sud,  États-Unis
- Langues originales : anglais, afrikaans, zulu, portugais
- Genre : drame biographique et historique
- Dates de sortie :
  - États-Unis : 2 septembre 2006 (avant-première au festival de Telluride)
  - États-Unis : 27 octobre 2006
  - France : 28 février 2007
  - Royaume-Uni : 23 mars 2007

## Distribution
- Derek Luke (VF : Bruno Henry ; VQ : Benoit Éthier) : Patrick Chamusso
- Bonnie Henna (VQ : Marika Lhoumeau) : Precious Chamusso
- Tim Robbins (VQ : Benoit Rousseau) : Nic Vos
- Mncedisi Shabangu (VQ : Sylvain Hétu) : Zuko September
- Tumisho Masha (VQ: Jean-Luc Montminy) : Obadi
- Sithembiso Khumalo : Sixpence
- Terry Pheto : Miriam
- Mpho Lovinga : Johnny Piliso
- Mxo : Pete My Baby
- Michele Burgers (VF : Isabelle Leprince) : Anna Vos, l'épouse de Nic
- Jessica Anstey : Katie Vos
- Charlotte Savage : Marie Vos